# Chiesa di San Francesco (Tripoli)
La chiesa di San Francesco alla Dahra è una chiesa cattolica di Tripoli, sita nel quartiere della Dahra, che funge da procattedrale del vicariato apostolico di Tripoli in sostituzione della cattedrale del Sacro Cuore di Gesù, convertita in moschea nel 1970. Insieme alla chiesa di Maria Immacolata a Bengasi, procattedrale del vicariato apostolico di Bengasi, è il principale luogo di culto cattolico della Libia.

## Storia
La chiesa fu costruita durante il periodo coloniale italiano ad opera della provincia lombarda dell'Ordine francescano in concomitanza con la vicina cattedrale del Sacro Cuore di Gesù. Il progetto è stato redatto dall'architetto Florestano Di Fausto mentre gli affreschi interni furono realizzati da Achille Funi.
Tra il 1969 e il 1970, col sequestro della cattedrale (convertita in moschea) e di gran parte dei luoghi di culto cattolici da parte delle autorità della Repubblica Araba di Libia, la chiesa è divenuta procattedrale del vicariato apostolico di Tripoli.